# Żelazne prawo oligarchii
Żelazne prawo oligarchii – założenie, że każda organizacja, niezależnie od tego, jak demokratyczna lub autokratyczna na początku, w końcu zawsze przekształci się w oligarchię. Prawo to zostało zaproponowane w 1911 przez niemieckiego socjologa Roberta Michelsa w pracy Partie Polityczne.